# Jean de la Lune (film, 1931)
Pour les articles homonymes, voir Jean de la Lune.
Pour plus de détails, voir Fiche technique et Distribution.
Jean de la Lune est un film de Jean Choux, sorti en 1931. Il s'agit d'une adaptation de la pièce de théâtre de Marcel Achard.

## Synopsis
Jeff, surnommé « Jean de la lune » en raison de son innocence, est un poète rêveur. Il épouse Marceline, très volage, qui continue de le tromper régulièrement, et doit subir sous son toit la présence de Clotaire, le frère de Marceline. Un jour Marceline s'apprête à quitter son mari à la demande de son dernier amant, mais le remords la gagne en chemin. Jeff, confiant et toujours amoureux, voit sa bien-aimée revenir.

## Fiche technique
- Réalisation : Jean Choux, assisté de Jean-Paul Paulin et André Sauvage
- Scénario : Marcel Achard, d'après sa pièce
- Décors : Lazare Meerson
- Photographie : Georges Périnal, Jean Isnard et Lazare Meerson
- Montage : Marguerite Beaugé
- Musique : Lionel Cazaux et Claude Augé
- Sociétés de production : Les Productions Georges Marret
- Société de distribution : Télédis
- Pays : France
- Format : Noir et blanc - Son mono (Tobis-Klangfilm) - 1,20:1
- Genre : Comédie
- Durée : 84 minutes
- Première présentation :
  - France : 6 mars 1931
- Affiche : Jean-Adrien Mercier

## Distribution
- René Lefèvre : Jean de la Lune
- Madeleine Renaud : Marceline
- Michel Simon : Clo-Clo
- Constant Rémy : Richard
- Jean-Pierre Aumont : Alexandre
- Suzet Maïs : Élisabeth

## Autour du film
- Le film doit en réalité peu à Jean Choux : Michel Simon, qui avait créé la pièce de Marcel Achard, tenait à la filmer, mais rapidement déçu par le scénariste-réalisateur, prit lui-même les commandes du projet. Devant le succès du film, Jean Choux exigea que son nom soit crédité[1].

- Il existe un remake de ce film, Jean de la Lune réalisé par Marcel Achard (1949)